# Tum (województwo łódzkie)
Tum – wieś w Polsce położona w województwie łódzkim, w powiecie łęczyckim, w gminie Góra Świętej Małgorzaty, w historycznej ziemi łęczyckiej, na prawym brzegu Bzury, około 2,5 km na wschód od dzisiejszego centrum Łęczycy.
Do 1954 roku istniała gmina Tum. W latach 1975–1998 miejscowość administracyjnie należała do województwa płockiego.
W Tumie w 2012 i 2013 roku powstała rekonstrukcja grodu, muzeum oraz skansen etnograficzny ziemi łęczyckiej.

## Historia

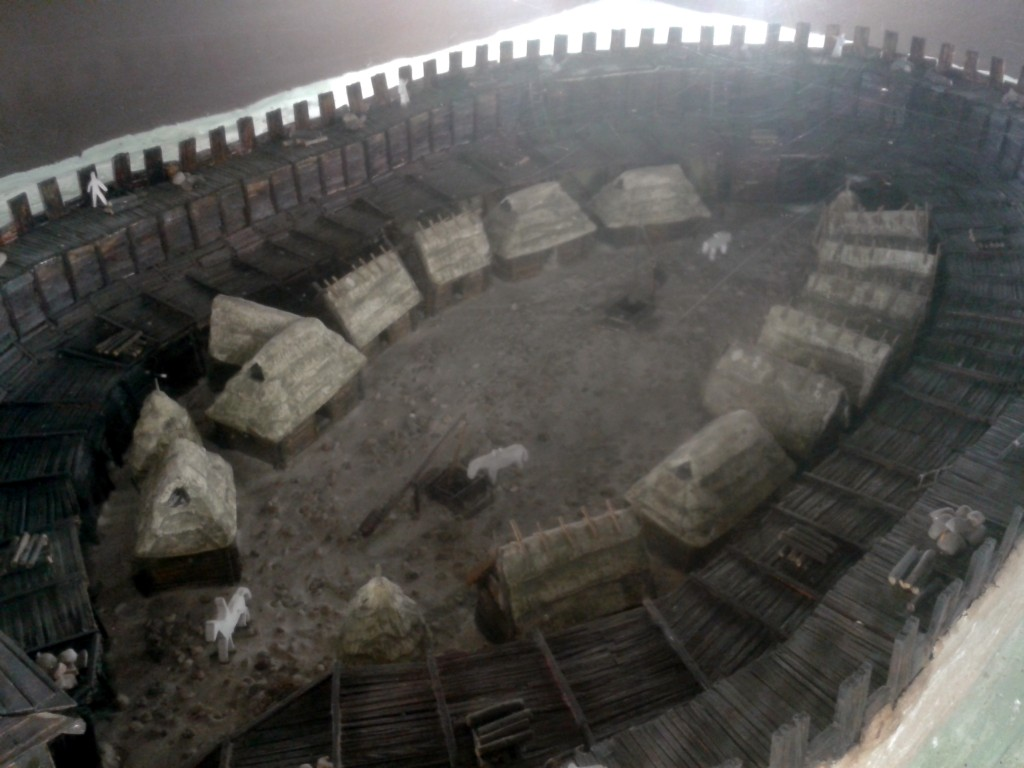
Makieta grodu w Tumie z Muzeum Wojska Polskiego w Warszawie

Pomiędzy końcem VIII wieku do lat 60. IX wieku na południowy zachód od dzisiejszej wsi Tum istniał plemienny gród z wałami o konstrukcji skrzyniowej. Osada leżała na rzecznej wyspie nad Bzurą, wśród moczarów i trzęsawisk. Warownię otaczały dwie fosy; pierwszą, bliżej wału, wypełniała woda bezpośrednio z rzeki. Do grodu prowadził długi, wąski, drewniany pomost, stopniowo wznoszący się do bramy wbudowanej w wał na wysokości dwóch metrów od jego podstawy. Bramę wylepiono gliną, co powodowało, że trudno było ją spalić. Z bramy wiodło zejście w dół, do wnętrza grodu.
Następnie na wałach zbudowano kolejne wyższe wały o konstrukcji przekładkowej, które istniały do początku X wieku. Na nich zbudowano kolejne jeszcze wyższe wały o wysokości do 5,5 m. Po pożarze w 2 połowie X wieku na ich miejscu powstał nowy gród z wałami do wysokości 8 metrów. Kolejny okres istnienia grodu to jego faza kasztelańska datowana pomiędzy około roku 1259 a 1 połową XIV wieku. Rola ośrodka grodowego była kluczowa ze względu na styk szlaków wodnych łączących tu zlewnie Wisły i Odry. Prawdopodobnie z fundacji Kazimierza Odnowiciela w II poł. XI w. powstało tu opactwo benedyktynów pod wezwaniem Najświętszej Marii Panny i św. Aleksego. Około roku 1140 opactwo zostało przeniesione do Mogilna, zaś klasztor rozebrany, co miało zapewne związek z budową w tym miejscu nowego założenia.
W średniowiecznym Tumie, czyli Łęczycy, powstała jedna z pierwszych szkół kolegiackich w Polsce, która przetrwała do XVIII w. Archikolegiata Łęczycka w Tumie posiada wspaniały romański tympanon i romańskie freski. Według legendy spoczął w niej Piotr Włost i arcybiskup gnieźnieński Jan Janik oraz kilku innych włodarzy Kościoła – biskupie groby znaleziono w trakcie wykopalisk. W podziemiach archikolegiaty zachowały się relikty opactwa NMP. W Tumie znajdują się obecnie relikwie Św. Wojciecha. Na ścianie jednej z wież można zobaczyć także „ślady diabła Boruty”. W archikolegiacie odbyło się kilkadziesiąt synodów kościelnych, uznawanych za pierwsze polskie sejmy – kościół był siedzibą arcybiskupów do XVIII w. i pozostawał pod opieką królów polskich. W 1967 r. prymas Wyszyński i arcybiskup Wojtyła w Archikolegiacie Łęczyckiej w Tumie prowadzili uroczystości kończące Milenium Polski. Po przebudowie lub zniszczeniu innych świątyń romańskich, kolegiata w Tumie jest obecnie największym kościołem romańskim w Polsce. Wielokrotnie niszczona m.in. przez Litwinów, Tatarów i Krzyżaków oraz pożary. W XIV i XV wieku wnętrze przebudowano w stylu gotyckim, w XVI wieku dobudowano renesansową kruchtę. Duże zmiany w wyglądzie kolegiaty zaszły w XVIII wieku, gdy przebudowano ją w stylu klasycystycznym wg projektu Efraima Schroegera, zmieniając szczyty i dodając nowe hełmy na podwyższonych wieżach. Kolegiata w 1939 roku spłonęła podczas walk z hitlerowcami w czasie Bitwy nad Bzurą.
Po 1947 roku świątynia została odbudowana i przekształcona (m.in. strop żelbetowy) po 1947 wg architektonicznego projektu Jana Koszczyc-Witkiewicza i koncepcji formalnej Jana Zachwatowicza i M. Kuźmy. W pewnej części kolegiata jest rekonstrukcją, a prace trwały wiele lat. Prace przy wnętrzach rozpoczęto w 1952 roku, a poświęcenie nastąpiło w 1962 roku. Duży wkład w odbudowę świątyni wniósł ksiądz prałat Władysław Chmiel, który w czasie odbudowy był proboszczem parafii tumskiej. Po 2003 roku żelbetowy strop został osłonięty stropem drewnianym.
Dzisiejsza nazwa wsi, a także cała jej historia od połowy wieku XII, wiąże się ściśle z tumem, jak dawniej nazywano katedrę lub kolegiatę. Arcybiskup gnieźnieński Jakub ze Żnina w 1141 rozpoczął bowiem na miejscu dawnego opactwa budowę zachowanej do dziś kolegiaty łęczyckiej. Inne publikacje przypisują budowę monumentalnego kościoła będącego kopią katedry wawelskiej Władysławowi Hermanowi, bp Aleksandrowi z Mallonne lub księżnej Salomei, która miała w Łęczycy swoją siedzibę po śmierci Krzywoustego. Arcybiskup Janik konsekrował świątynię w 1161 r.
8 września 1939 wkraczający żołnierze Wehrmachtu we wsi Tum dokonali zbrodni na ludności cywilnej.
Oprócz warownego dwunastowiecznego kościoła romańskiego we wsi znajduje się, tuż obok niego, mały drewniany kościół parafialny pod wezwaniem św. Mikołaja z XVIII wieku (powstał w czasie przebudowy kolegiaty przez architekta Efraima Szregera). Obok kościółka posadzono w 1999 dąb na pamiątkę sprowadzenia do Tumu relikwii św. Wojciecha. W pobliżu leży Szwedzka Góra – gród z VI w., będący stolicą plemiennego państwa Łęczycan i siedzibą Bolesława Krzywoustego w czasie wojny ze Zbigniewem. Cmentarz parafialny kryje groby miejscowej szlachty i duchowieństwa, a także kwatery żołnierzy poległych w 1914 r. oraz w czasie Bitwy nad Bzurą w 1939 r.

## Zabytki
- kolegiata NMP i św. Aleksego z XII w., przebudowana w XV-XVIII w., częściowo odbudowana po wojnie
- drewniany kościół filialny św. Mikołaja z 1761 r.
- grodzisko – pierwszy gród plemienny powstał pod koniec VIII wieku. W latach 60. IX wieku gród został powiększony. Po jego zniszczeniu, w 2 połowie X wieku gród rozbudowano budując wały o wysokości 5,5 metra. Około 1259 roku w kasztelańskim już grodzie zbudowano dodatkowe wały i wykopano fosy. Gród funkcjonował do 1 połowy XIV wieku[7].

## Galeria zdjęć
Kolegiata

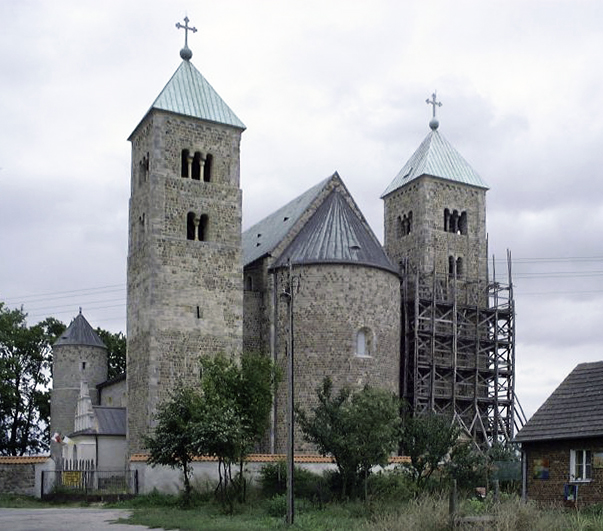
Kolegiata w Tumie koło Łęczycy
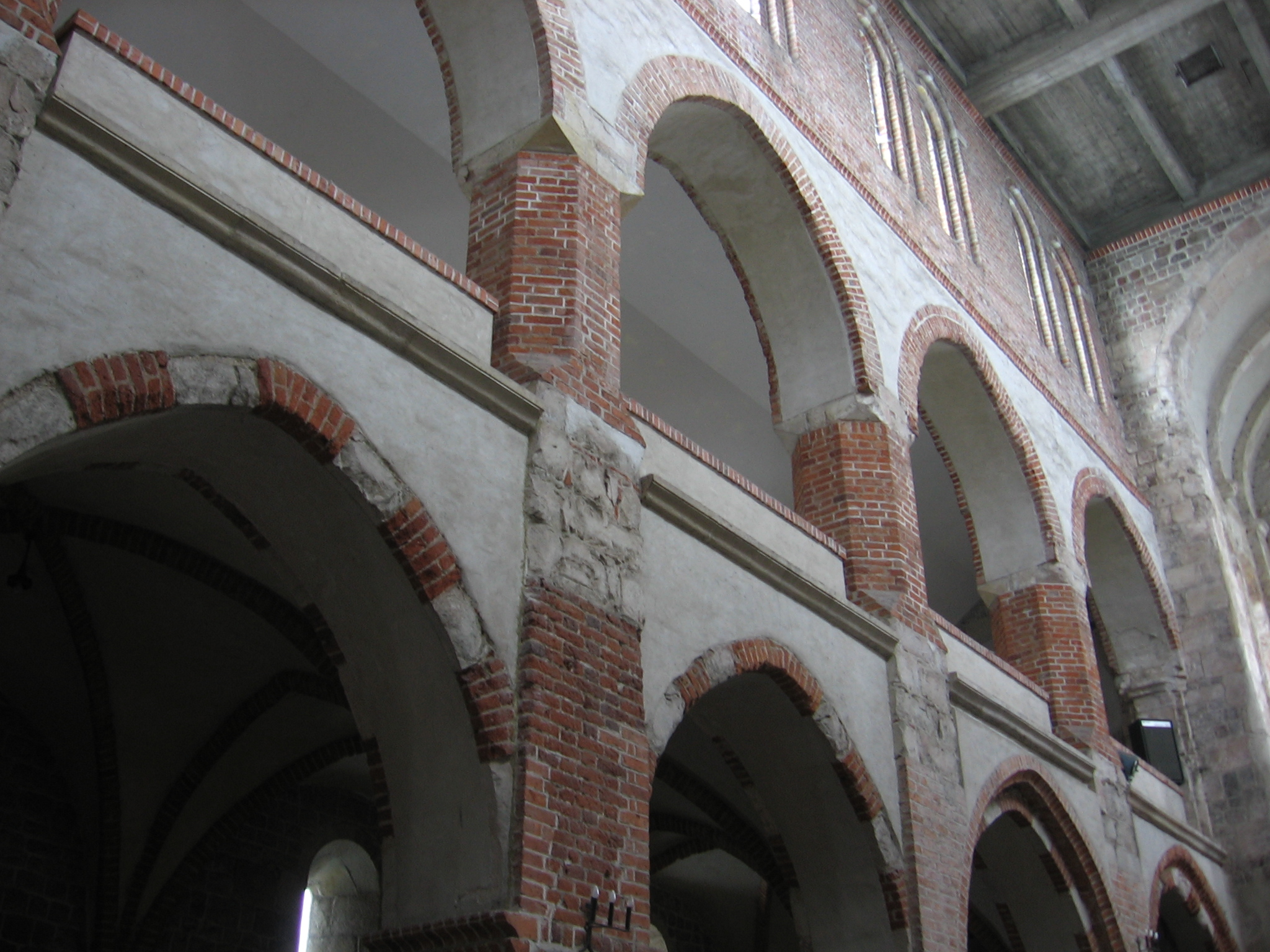
Nawa główna strona lewa (północna)
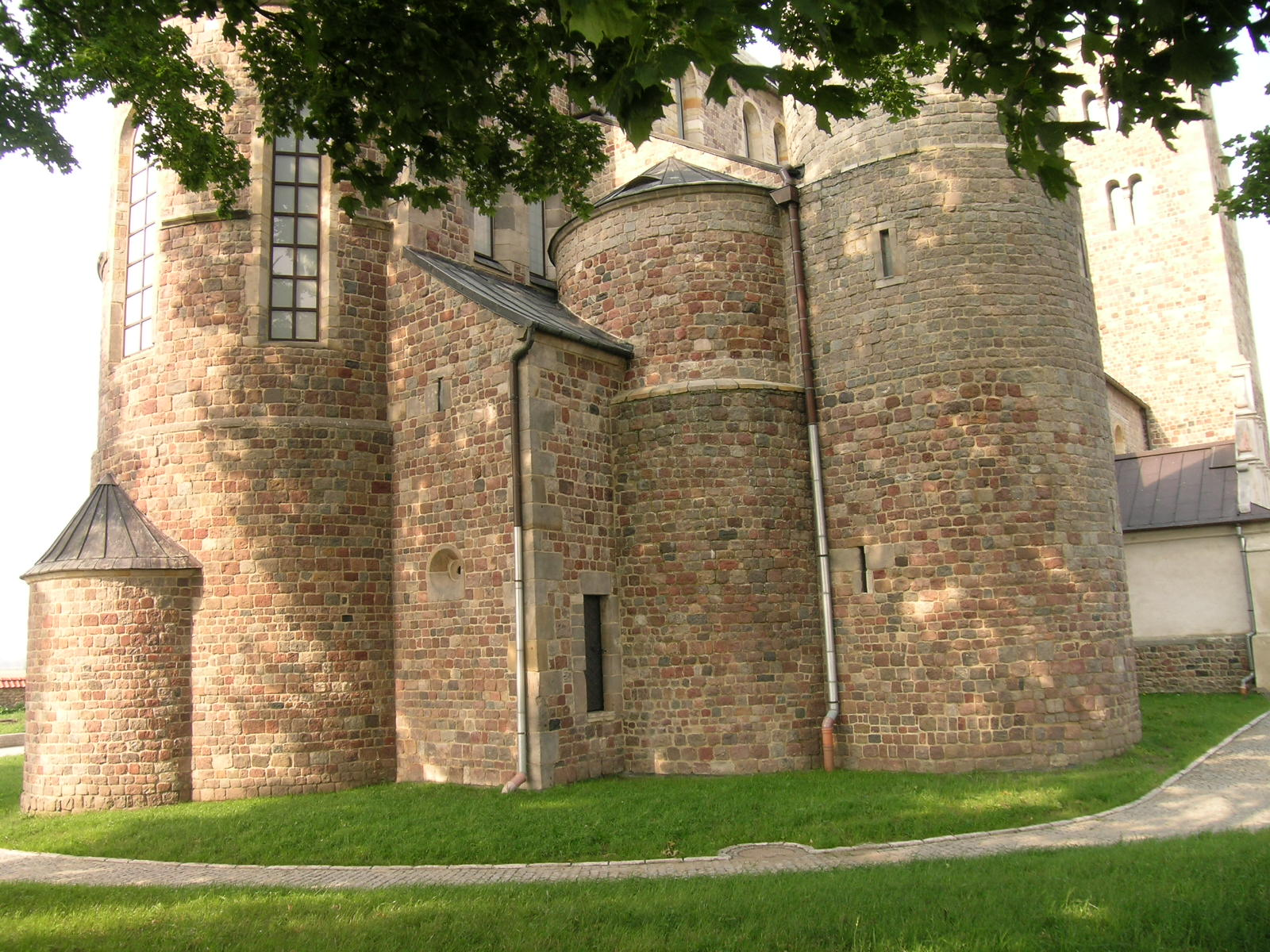
Elewacja wschodnia kolegiaty
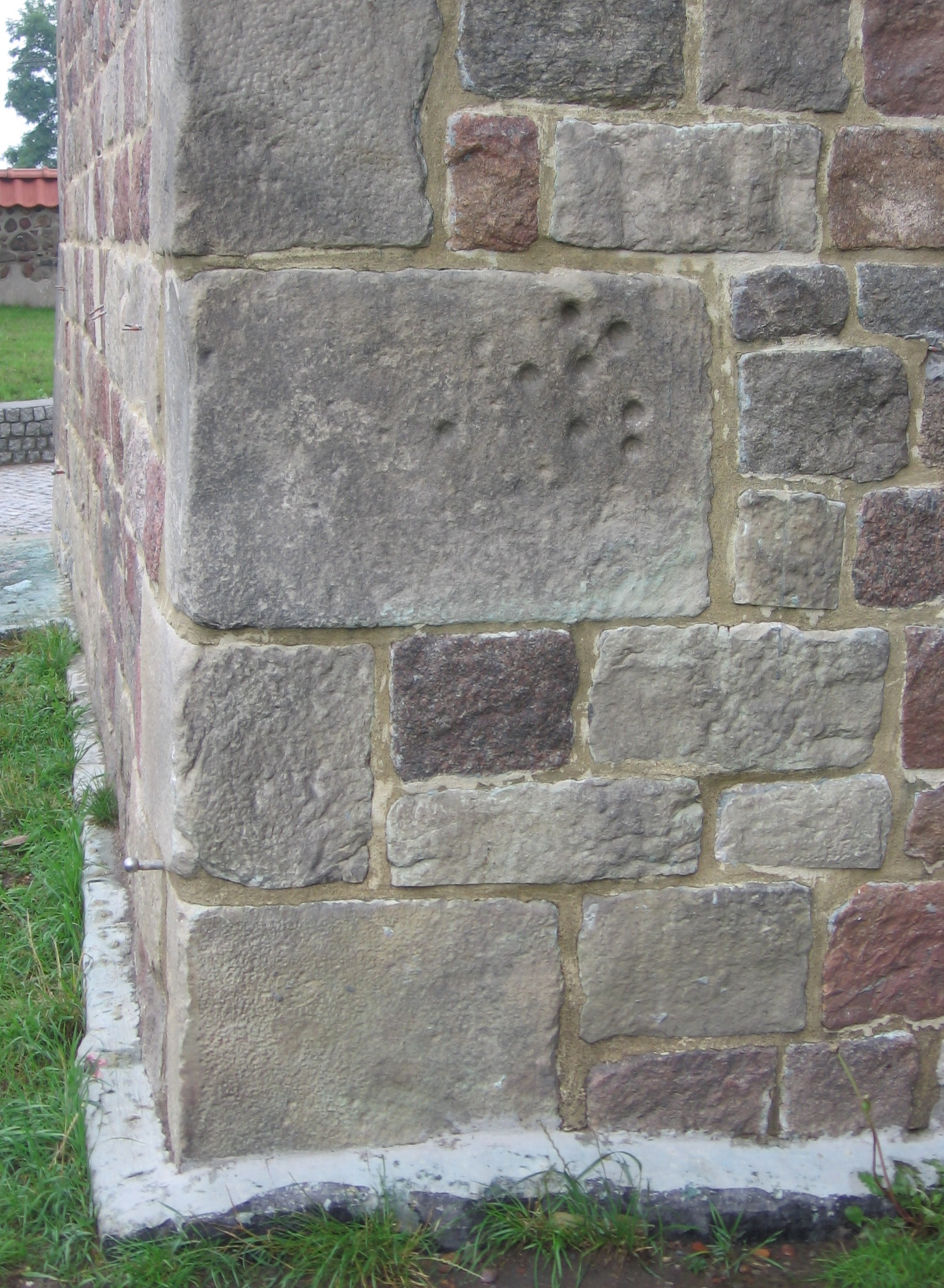
„Ślady Boruty” na ścianie wieży

Inne obiekty

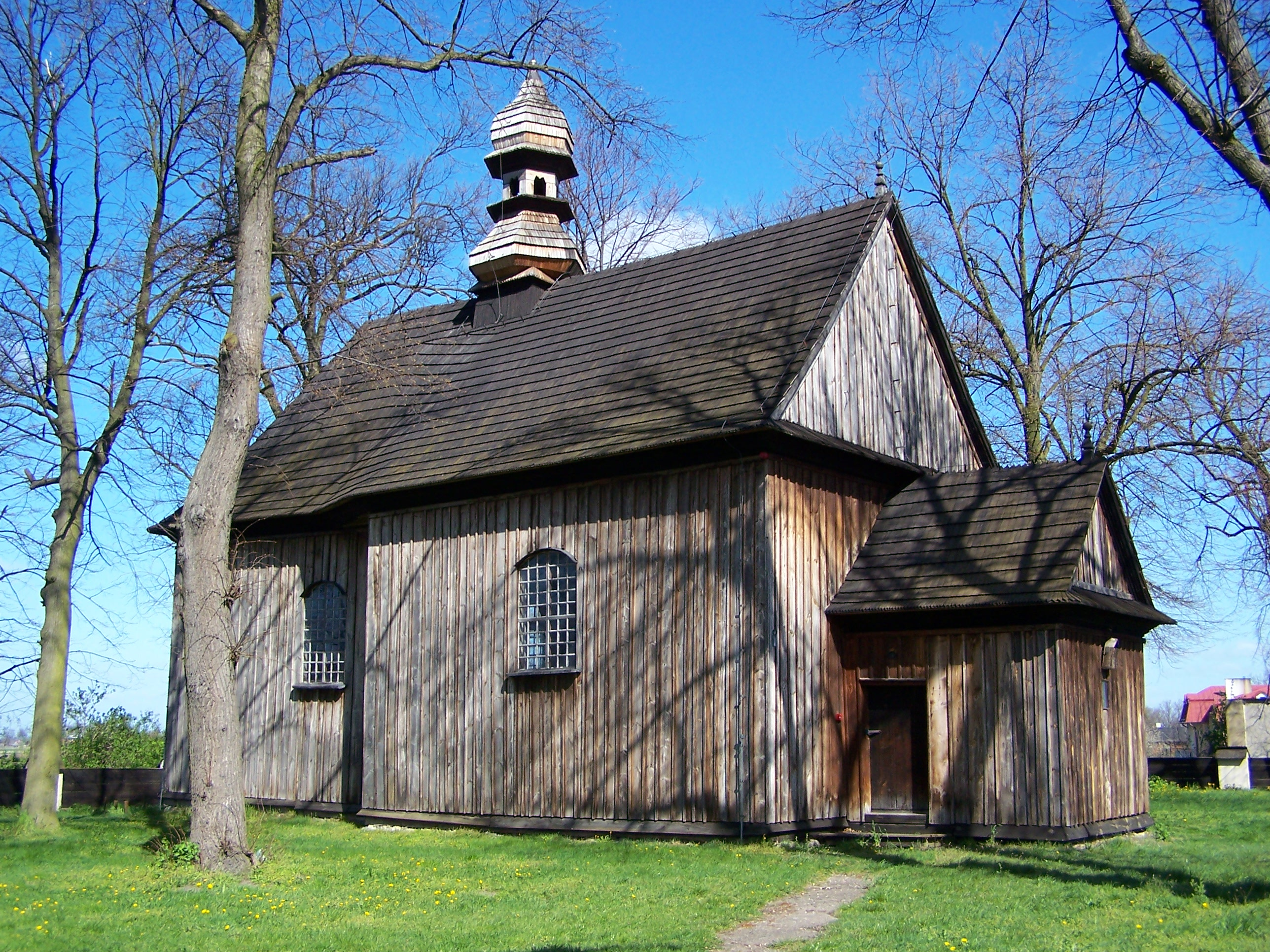
Kościół św. Mikołaja
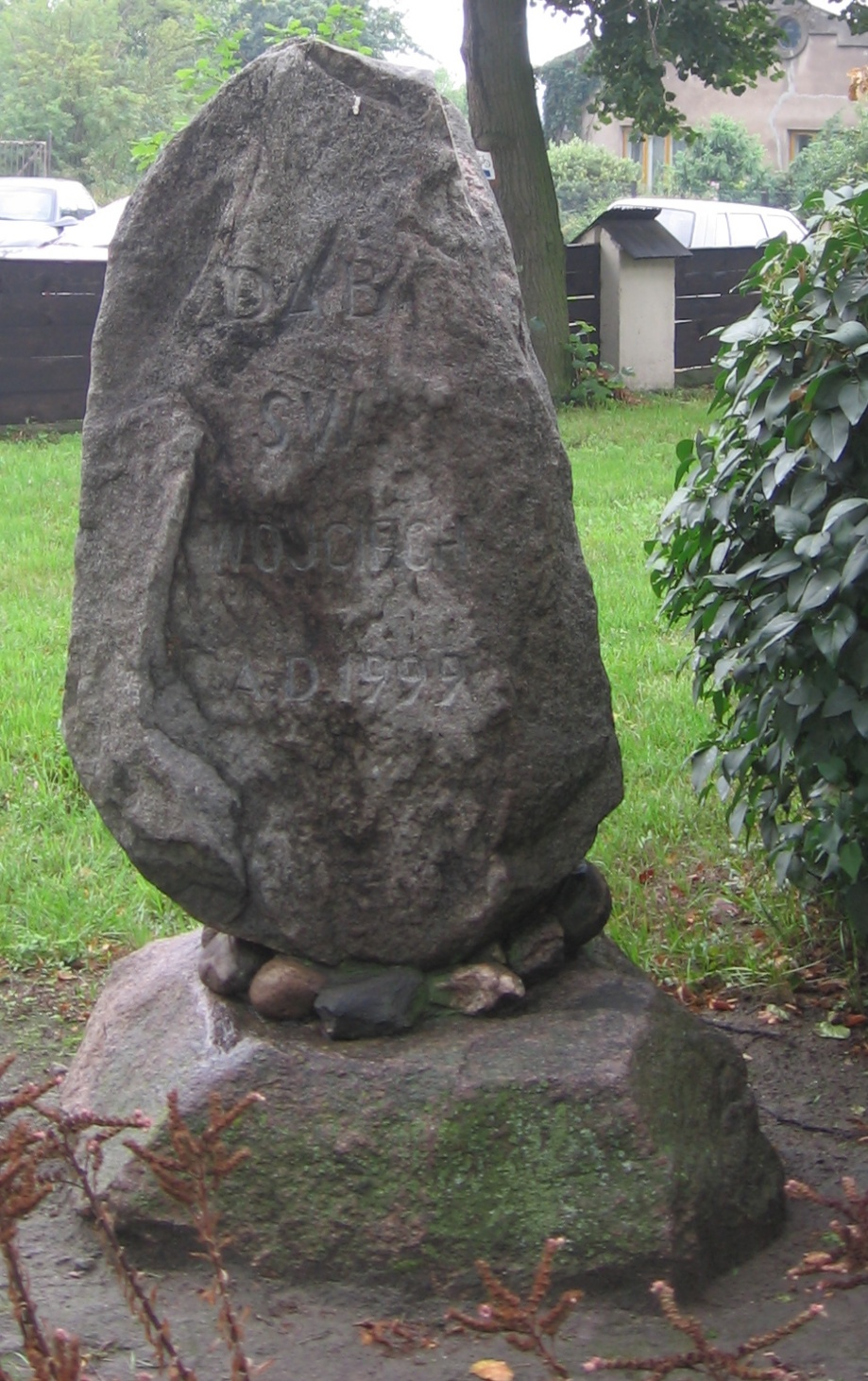
Kamień pamiątkowy koło dębu św.Wojciecha posadzonego w 1999 w związku ze sprowadzeniem relikwii
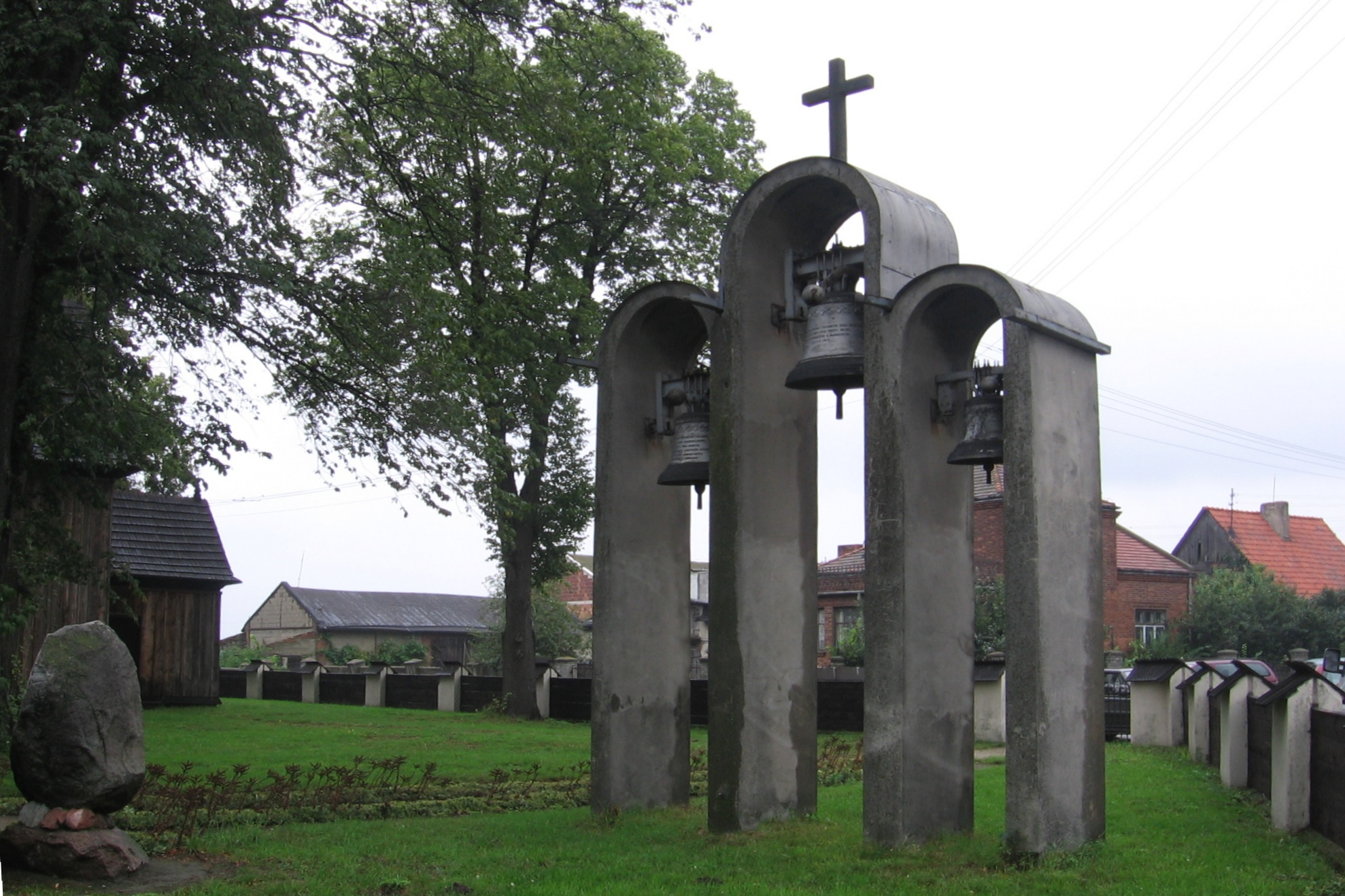
Dzwony przy kościele św. Mikołaja; po lewej kamień z poprzedniego zdjęcia
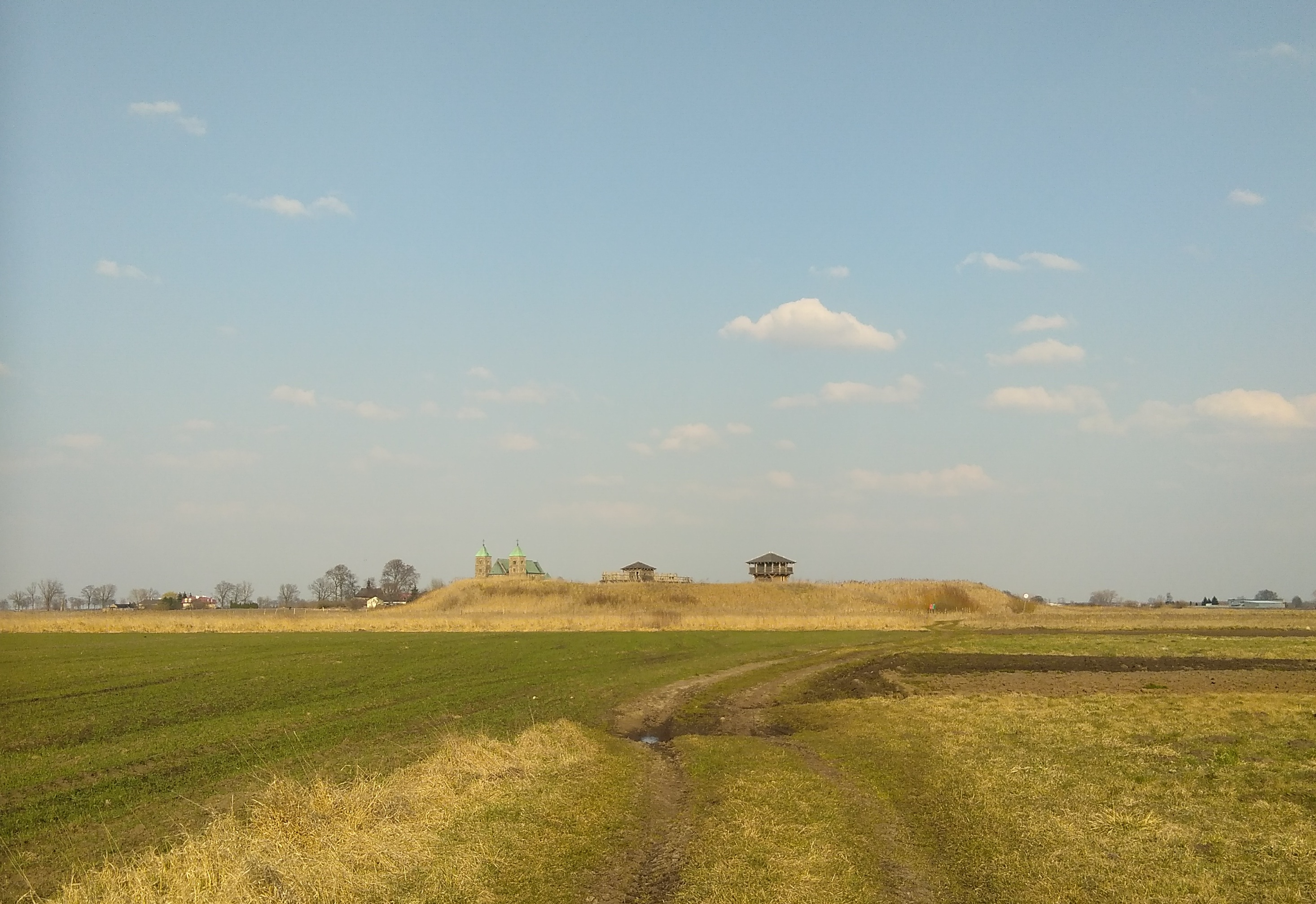
Grodzisko